# Château de Fontanges
Le château de Fontanges est une demeure de la fin du XVIe siècle  bâtie sur la commune d'Onet-le-Château dans le département de l'Aveyron.

## Localisation
Le château de Fontanges se trouve route de Conques à Onet-le-Château, en contrebas de Rodez, sur la route menant au vallon de Marcillac.

## Historique
Avant de revenir au chapitre de chanoines de Rodez, la seigneurie de Fontanges appartient dès 1280 à la puissante famille Balaguier qui possède également le château de Condat et celui de Montsalès. Le château est entièrement reconstruit à la fin du XVIe siècle. La grande tour date de 1590, une seconde est édifiée l'année suivante et le logis est terminé en 1597. Le château a subi depuis quelques remaniements : un petit cabinet a été ajouté peu après entre le logis et la galerie. A la Révolution, la propriété est vendue comme bien national le 11 mars 1791 et la partie centrale est largement remaniée à la fin du XIXe siècle. A la fin des années 1970, d'importants travaux transforment la propriété en établissement hôtelier[réf. souhaitée].

## Architecture
Le château, auquel on accédait par deux portails, a été édifié sur une terrasse entièrement ceinte d'un mur creusée dans le causse, à l'ouest et encadrée de talus sur ses autres côtés. Des bouches à feu, visibles dans la maçonnerie de la tour centrale et les ruines d'une seconde tour témoignent de son rôle défensif initial. Le logis, prolongé jusque dans l'avant-cour par une galerie, occupe le côté sud de la cour. L'accès s'en faisait depuis les jardins par un escalier à double volée convergente débouchant dans la salle au centre du logis. La partie nord était dévolue à l'exploitation agricole[réf. souhaitée].

## Mobilier
Le rez-de-chaussée de la galerie était occupé par les communs, la pièce la plus à l'est abritant le système hydraulique qui alimentait les jeux d'eaux du jardin. Dans la partie ouest, on trouvait des chambres et la chapelle. A l'étage, des peintures en trompe-l'œil prolongeaient à intérieur la vue sur un jardin remarquable et les solives des plafonds de chacune des deux pièces principales étaient richement décorées[réf. souhaitée].